# 시사왕 와타나
시사왕 와타나(라오어: ສີສະຫວ່າງ ວັດທະນາ 시사왕 와타나, 1907년 11월 13일 ~ 1982년 5월 13일) 혹은 사방 밧타나(프랑스어: Savang Vatthana)은 라오스 왕국의 2대 국왕이자 제6대 총리다.

## 같이 보기
- 파테트라오
- 라오스 왕국